# 御館の乱
御館の乱（おたてのらん）は、天正6年（1578年）3月13日の上杉謙信急死後、上杉家の家督の後継をめぐって、ともに謙信の養子である上杉景勝（長尾政景の実子）と上杉景虎（北条氏康の実子）との間で起こった越後のお家騒動。景勝が勝利し、謙信の後継者として上杉家の当主となり、後に米沢藩の初代藩主となった。景虎と、景虎に加担した山内上杉家元当主・上杉憲政らは敗死した。
御館とは、謙信が関東管領上杉憲政を越後に迎えた時に、その居館として春日山城下に建設された関東管領館のことで、後に謙信も政庁として使用した。現在の直江津駅近くに当時の御館の跡が御館公園として残っている。

## 概要

### 謙信の死

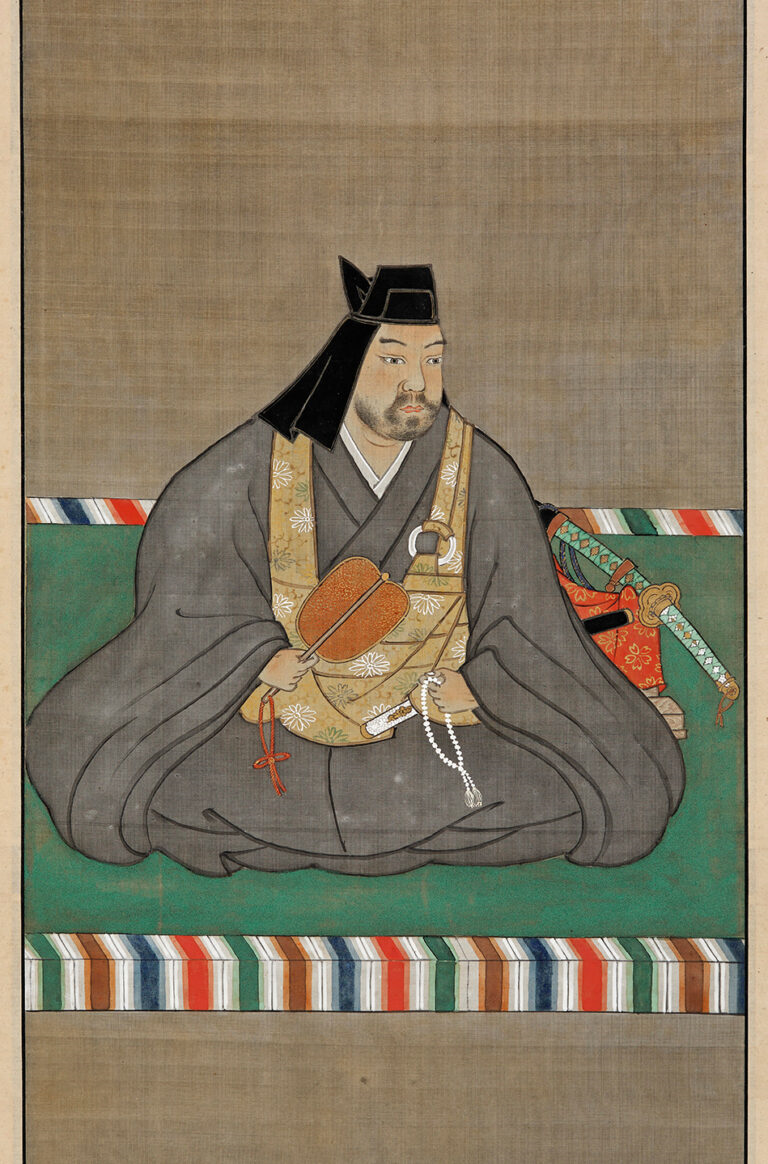
上杉家の当主上杉謙信

相模国を拠点に関東支配を目指す後北条氏（以下、単に北条氏）は、甲斐国の武田氏、駿河国の今川氏と三国同盟を結んだ。北条氏康は、信濃侵攻を行う北信地域において上杉方と抗争（川中島の戦い）を行っていた武田信玄と連携して北関東に侵攻し、上杉謙信の関東出兵（小田原城の戦い）をも退け、上杉氏との抗争を優位に進めた。
桶狭間の戦いの戦いでの敗北後、弱体化する今川氏を見限った武田氏が永禄11年（1568年）、今川領国への侵攻を開始すると（駿河侵攻）、北条氏は今川氏を支援して武田氏と敵対。翌永禄12年には、上杉氏と和睦して武田氏に対抗した（越相同盟）。武田氏が室町幕府将軍足利義昭とそれを擁立していた織田信長を通じて上杉氏との和睦を図る一方（甲越和与）、北条氏では越相同盟の継続を模索し、元亀元年（1570年）には北条氏康の子息（異説あり）三郎が謙信の養子に迎えられ、謙信の初名を与えられて上杉景虎と名乗り、同盟が強化される。だが、上杉氏と北条氏は関係が悪化し、元亀2年（1571年）10月には北条氏康が死去、その子の北条氏政は武田氏と和睦し、甲相同盟が復活する。しかし、景虎は上杉氏の元に引き続き留まった。
天正6年（1578年）3月9日、上杉謙信は春日山城で「不慮の虫気」（景勝が越後国外の上杉諸将に送った書状の表現）、「卒中」（『上杉年譜』の表現）で、3月13日に死亡した。

### 2人の後継者候補
謙信には実子がおらず、上杉家の家督継承についての謙信の遺志を明示する史料は残されてない。このため江戸時代から、謙信が抱いていた構想として、後継者を景虎または景勝のどちらかとする説、二人とする説、決めていなかったとする説が存在する。
景虎後継者説の論拠としては、越後入りした三郎が謙信の初名（長尾景虎）である「景虎」を譲られたこと、謙信に代わって雲門寺など寺社への新年祝賀の礼状を送っていたこと、軍役を課されないなどの優遇措置をとられていた点などが挙げられる。
北条氏を実家とする景虎は、上杉家と北条家の取次に重要な役割を担っていたことが明らかであり、翌年初頭には謙信の寵臣である河田長親から送られた陣中見舞いへの礼状が残存するほか、越相同盟以来、景虎とは非常に縁の深い柿崎家の文書には少人数の動員ながらも松木加賀守らに軍役を命じた書状（当時、軍役を命じる文書は必ずしも大名とその後嗣にのみ見られるわけではないが）も残っている。
しかし一方で、景虎に軍役が課されなかったことの根拠とされる天正3年（1575年）の『上杉家軍役帳』は必ずしも上杉氏の全軍事力を網羅したものではなく、関東その他の地域の在番衆などを除く本国越後の春日山城周辺から動員が可能な諸士にのみ記載が限られていることから、景虎の名がないのは作成時期と地域における軍事力・秩序区分から除外されたためであり、したがって軍役の記載がないことが優遇措置ひいては景虎後継者説の論拠には直結しないという見解もある。
『上杉家軍役帳』の記載からは、謙信が景勝を他の上杉一門衆（山浦・上条・古志など）をしのぐ最上位に位置づけていたこと、家中最大級の兵力を担わせていたこと（最大の兵力を擁したのは山吉豊守である。天正5年（1577年）の豊守死後、その家臣団の一部は景勝直属部隊である五十騎組に配され、景勝の権力基盤である上田衆の中に組み込まれる）、また家臣たちの景勝に対する呼称が謙信への尊称である「御実城様」と類似した「御中城様」であったことも示唆され、他の一門衆が「十郎殿」などと通称や姓に「殿」付けで記されている（山浦国清と上条政繁は謙信の養子ではあるが、分家の当主となった）のに比し、謙信と同じく「御」「居住場所（中城）」「様」で敬称されている景勝は謙信の養子のなかでも高い地位を与えられていたことがわかる。
謙信が没する直前の天正5年（1577年）12月23日奥書を持つ『上杉家家中名字尽』には「一手役」の軍役を務める有力武将81名の名が記載されているが、この中に景勝の名は記載されておらず、この頃には上杉家家臣・上田長尾家当主としてではなく、謙信の子として扱われている事がうかがえる。
両者の血統面を考察すると、景虎は小田原北条氏の出（母遠山氏）であって上杉氏に縁を持たないのに対し、景勝は謙信の甥（姉である仙洞院の子）という非常に近い血筋であった。加えて景勝は上条上杉家（越後守護上杉家の分家で、守護を輩出している）の血を引いており、上杉家を継承する上においては謙信以上の正統性を有していた（景勝の母方の祖母、祖父である上田長尾房長の生母は共に上条上杉氏出身である）。
上田長尾家当主として長尾顕景を名乗っていた景勝に天正3年（1575年）、上杉景勝の名を与えて弾正少弼の官位を譲っていることから、晩年の謙信が景勝の更なる地位の補強を図っていたという見方もある（ただし弾正少弼を与えることで関東管領職候補から景勝を外す意図であったとする意見もある）。官途の問題もあり、謙信は関東管領職を景虎に、越後国主を景勝にそれぞれ継がせるつもりであったという「後継者二人説」を唱える研究者もいる。いずれにせよ現段階の研究では、景虎の関東管領・景勝の越後守護相続による分権説、景虎と景勝のどちらかを唯一の正統な後継者と目する説のどれも通説とは言い難い。
越相同盟締結時は景虎を後継者として想定したものの、同盟破綻後は景勝に切り替えたとの見解も存在する(ただし、景虎を山内上杉家の継承者として残す意向であったという)。
歴史研究者の乃至政彦は、謙信死後に越後の東隣り、陸奥国会津から越後へ侵攻して失敗・撤退した蘆名盛氏の兵が、平等寺薬師堂に残した落書に、景虎と景勝が「御名代あらそひ」をしたと記したことに着目。謙信からの家督相続は既定路線として、景勝が、景虎を含む家中が認めて行ったものの、次々代の後継者として想定されていた上杉道満丸（景虎の実子）の保護・養育を巡る対立（「御名代あらそい」）があったと推測している。
歴史学者の片桐昭彦は、通説では織田信長と内通したために処刑されたとされる柿崎景家・晴家父子について、越相同盟締結に関与したことから景虎支持の立場に立っており、謙信が後継者を景虎から景勝に切り替える意向があるのを知って天正5年（1577年）11月に実際に景虎擁立のクーデターを企てて処刑されたとする説を提示している。この事件が事実であれば、御館の乱の前兆としての要素を持つことになる。

### 乱の勃発

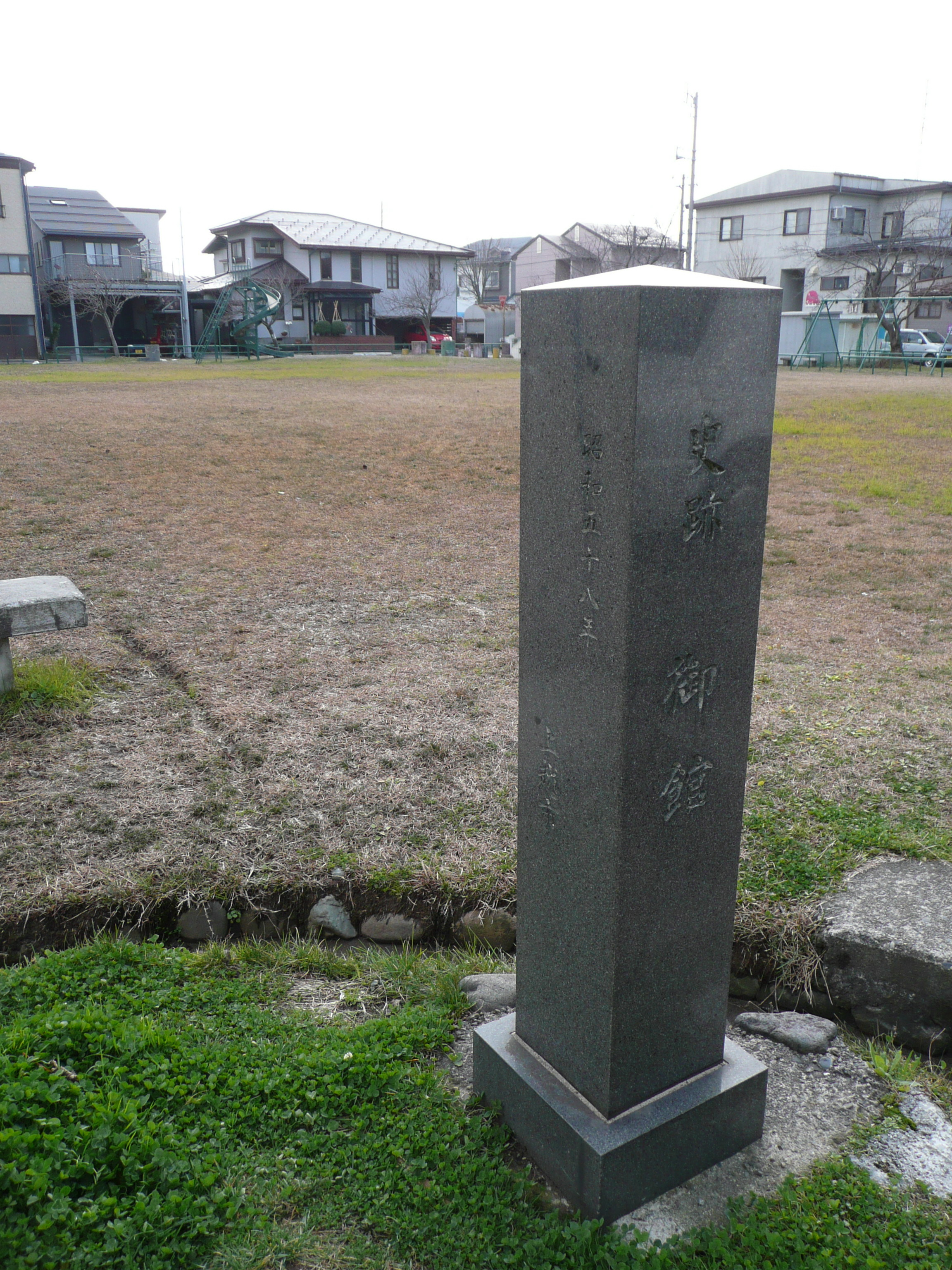
現在の御館跡地

1578（天正6年）、景勝と景虎の後継争いは謙信の死の直後から小規模ながら勃発し、早くも翌14日には景虎派と目されていた柿崎晴家が景勝方に暗殺されたと言われる。しかし、前述の片桐説を含め、晴家の死亡時期や死因には諸説あり、断定されているわけではない。また一級史料による正確な日付は不明であるが、景勝はその後いち早く春日山城の本丸に移ったものと考えられ、金蔵、兵器蔵を接収、3月24日付の書状において国内外へ向け後継者となったことを宣言し、三の丸に立て籠もった景虎に攻撃を開始する。3月中に戦闘が起こったかどうかはわからないが、この頃の景勝の書状に「鬱憤を晴らすための戦い」とあり、景勝の本丸入りも両派の城内戦の末であったと考えられる。
なお、景勝は先手を打って春日山城や土蔵の黄金を押さえただけでなく、謙信が使用していた印判や側近や右筆などの文書発給機構を掌握し、謙信時代と同様式の印判状を5月24日以降、奉書式印判状は6月以降に発給しており、これら印判は1582年（天正10年）頃まで使用された。また、謙信晩年の奏者連署者である斎藤朝信・新発田長敦・竹俣慶綱も乱の発生後も引き続き景勝について書状に連署して謙信からの継承性を担保した。一方の景虎が発給した書状は謙信が使用した印判ではなく、独自のものを使用する他、文書様式についても謙信よりの継承性がなく、北条氏や武田氏等に見られるような奉書式印判状を発給した。
4月に入ると、会津蘆名氏家臣の小田切盛昭が、本庄秀綱らと共に景勝方の菅名綱輔を牽制し、盛昭は16日に蘆名盛氏へ状況を報告している。このような睨み合いが越後各地で続いていたようである。
蘆名氏は、謙信が死去した可能性を察知するや不穏な動きを見せて、3月末から4月にかけて実際に越後へ侵入した。これに備えた三条城主・神余親綱が3月28日に近在領民から証人を徴集したところ、却って景勝は叱責。上杉憲政の仲裁も聞き入れなかったため、親綱は5月1日に景勝と手切れした。これがきっかけとなって、謙信時代に比べて高圧的で、大名権力の強化を目指す景勝の姿勢が越後国衆の反発を招き、いったん諸将が承認していた景勝の政権を否定し、景虎を担ぐ派閥が形成されて広がったのが御館の乱であり、その発生は景勝や景虎のいずれも積極的に仕掛けた戦いではないとの見解もある。道満丸の処遇に対する不満を含めて、景虎も家督継承と景勝との戦いを決意したようであり、4月30日には下野国人由良成繁が、北条氏から景虎への付家老として従ってきた遠山康光宛に、景虎の家督を祝う書状を送っている。
5月5日には大場（上越市）において景勝方と景虎方が衝突、春日山城でも景勝方の本丸から景虎方の三の丸に攻撃を始めた。同月半ばに景虎が退去するまで春日山城を舞台としての交戦状態が続き、その間を利用して景勝・景虎双方とも越後諸将に対する工作を展開していった。

### 上杉家中の去就

#### 景勝方

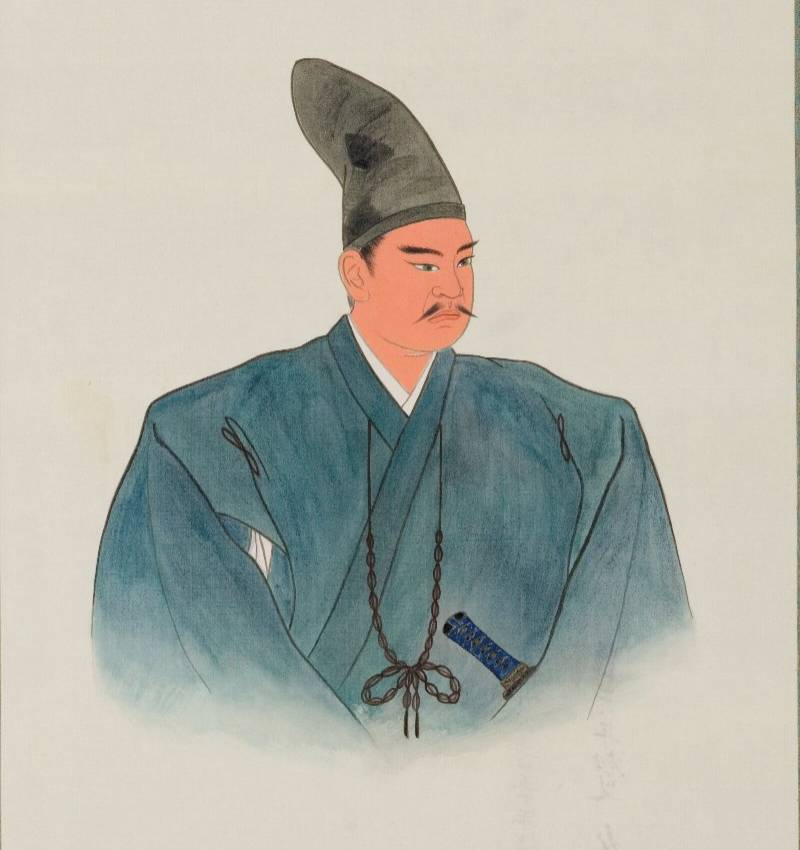
上杉謙信の甥上杉景勝

景勝方には直江信綱や斎藤朝信、河田長親といった謙信側近・旗本の過半数（特に大身の直江・山吉の参陣が大きい）が加担している点、及び新発田・色部・本庄といった下越地方の豪族である揚北衆の大身豪族が加担している点が特徴である。特に謙信側近中の重鎮や謙信旗本の多くが景勝に就いていることから、上杉家家中では景勝が後継者と見做されていたのではないかという意見もある。上杉一門の加担者では、謙信の4人の養子のうち当事者である景勝・景虎以外の、上条上杉氏を継いだ上条政繁や山浦上杉氏を継いだ山浦国清が味方している。
一方で越後の諸将は、謙信血縁（甥）の景勝を支持したわけでなく、地域別に見ると春日山城を中心とする上越、景勝本拠地の魚沼および三島、阿賀北の大半が景勝を支持し、逆に謙信の有力支持基盤であった古志・刈羽・蒲原郡南部からは背かれた。
景勝方には以下の諸将が加担した。
- 上条政繁：上杉一門（上条上杉家当主）。刈羽郡上条城主。『上杉氏軍役帳』では軍役96人。
- 山浦国清：上杉一門（山浦上杉家当主）で実父は村上義清。蒲原郡白河荘山浦領主。『上杉氏軍役帳』では軍役250人。
- 山本寺孝長：上杉一門。山本寺上杉家当主であった定長の実弟。
- 甘粕景持：小荷駄奉行。山東郡桝形城主。
- 柿崎千熊丸：柿崎晴家嫡男。
- 河田長親：謙信側近。越中国松倉城主。
- 斎藤朝信：謙信側近。刈羽郡赤田城主。「上杉氏軍役帳』では軍役213人。
- 吉江資堅：謙信側近。
- 直江信綱：謙信側近。直江景綱の婿。山東郡与板城主。
- 鯵坂長実：謙信旗本。能登国七尾城代のうちの1人。
- 今井国広：謙信旗本。下平氏一族。魚沼郡千手城主。
- 上野家成：謙信旗本。上野国利根郡沼田城代。
- 千坂景親：謙信旗本。蒲原郡内領主。
- 山吉景長：謙信旗本。木場城主。
- 吉江宗信：謙信旗本。蒲原郡吉村領主。
- 吉江景資：謙信旗本。父は吉江宗信。
- 大石綱元：上杉氏重臣。関東管領家古参。
- 北条高定：上杉氏重臣。刈羽郡佐橋荘領主。『上杉氏軍役帳』では軍役105人。
- 安田顕元：上杉氏重臣。刈羽安田氏当主。刈羽郡安田城主。
- 色部長実：揚北衆色部氏当主。岩船郡小泉庄加納の平林城主。
- 新発田長敦：揚北衆新発田氏当主。謙信側近。蒲原郡新発田城主。『上杉氏軍役帳』では軍役194人。
- 五十公野治長：揚北衆新発田長敦の弟。蒲原郡五十公野城主。後に新発田重家と改名。
- 長沢道如斎：揚北衆新発田長敦の義弟。蒲原郡三条町奉行。後に五十公野信宗と改名。
- 竹俣慶綱：揚北衆竹俣氏当主。謙信側近。
- 中条景泰：揚北衆中条氏当主で実父は吉江宗信。蒲原郡鳥坂城主。
- 築地資豊:中条氏分家築地氏当主。
- 本庄繁長：揚北衆本庄氏当主。岩船郡小泉庄本庄城主。景虎方についた上杉景信は義兄、本庄顕長は嫡男にあたる。
- 安田長秀：揚北衆蒲原安田氏当主。蒲原郡白河荘安田城主。妻は上田長尾房長妹・娘か？
- 安田有重：長秀嫡男。母は上田長尾出身。
- 水原満家：揚北衆水原氏当主。『上杉氏軍役帳』では軍役87人。
- 下条忠親：揚北衆下条氏当主。河田長親の弟。『上杉家軍役帳』では軍役52人。
- 須田満親：信濃国高井郡領主。
- 菅名綱輔：中蒲原郡菅名庄領主。『上杉氏軍役帳』では軍役78人。
- 山岸隼人佐：西蒲原郡黒滝城主。『上杉家軍役帳』では軍役55人。
- 山崎秀仙：謙信側近。儒者。
- 大井田景国：越後新田党大井田氏当主 大井田氏景の娘婿 長尾政景の弟。
- 狩野秀治：景勝側近。
- 樋口兼豊：景勝側近。兼続・与七の父。
- 樋口兼続：景勝側近。兼豊の長男。後に直江兼続と改名。
- 樋口与七：景勝側近。兼豊の次男。兼続の弟。後に大国実頼と改名。
- 岩井信能：信濃国人出身。

#### 景虎方
景虎方には前関東管領・上杉憲政や上杉一門衆の多くが加担した。越後長尾家は長年一門同士の権力争いが激しく、特に上田長尾家と古志長尾家は謙信時代にも敵対しており、上田長尾家出身の景勝が上杉家当主となることは、古志長尾家からすれば到底認められるものではなかった。このほか、上杉家臣団では大身である北条高広も加担し、本庄秀綱ら謙信の旗本・側近で景虎に味方した者も少なくない。揚北衆も鮎川や黒川などが加担しているが、これは景勝方に対立勢力である本庄や中条といった豪族が味方していることに端を発している。もう一つの特徴としては、周辺の戦国大名がことごとく景虎方に加担している点が挙げられる。血族である北条氏や、その同盟者である武田氏、奥羽からは同じく北条家と同盟関係にあった伊達氏に加え、蘆名氏・大宝寺武藤氏が加担している。このことから、景虎の支援に実家である北条家の力が大きく働いていたことがうかがえ、対外的には景虎が後継者と見なされていたのではないかという意見もある。
- 上杉憲政：上杉一門（先代山内上杉家当主）。前関東管領。
- 上杉憲重：父は上杉憲政。
- 上杉景信：上杉一門（古志長尾家当主）。『上杉氏軍役帳』では軍役81人。
- 上杉景満（信虎）:上杉一門　景信嫡男　乱時の上杉十郎家当主。
- 山本寺定長：上杉一門（山本寺上杉家当主）。頸城郡不動山城主。『上杉氏軍役帳』では軍役71人。景虎守役。
- 琵琶島善次郎：上杉一門。弥七郎の子か?
- 桃井義孝：謙信の客将で一門格。伊豆守。飯山城主。
- 神余親綱：謙信側近。蒲原郡三条城主。外交担当。
- 河田重親：謙信側近。長親の叔父。
- 柿崎晴家：謙信側近。千熊丸の父で、頸城郡柿崎城主。当時には既に没していたとも。
- 本庄秀綱：謙信旗本。古志郡栃尾城主。『上杉氏軍役帳』では軍役240人。
- 椎名景直：謙信旗本。長尾家出身で越中国小出城主。『上杉氏軍役帳』では軍役81人。
- 堀江宗親：謙信旗本。頸城郡鮫ヶ尾城主。
- 北条高広：上杉氏重臣。上野国厩橋城主。
- 北条景広：上杉氏重臣。父は北条高広。
- 鮎川盛長：揚北衆鮎川氏当主。岩船郡大葉沢城主。
- 黒川清実：揚北衆黒川氏当主。蒲原郡黒川城主。『上杉家軍役帳』では軍役179人
- 加地秀綱：揚北衆加地氏当主。蒲原郡加地城主で、景勝の従兄弟にあたる。
- 本庄顕長：本庄繁長嫡男。母は上杉景信娘。
- 下久長：父は守護上杉家被官・下重実で、奥山庄領主。
- 岩井成能：信濃国人出身、信能の伯父。
- 蘆名盛氏：蘆名氏当主。陸奥国会津郡黒川城主。
- 金上盛備：蘆名氏重臣。蒲原郡津川城主。
- 小田切盛昭：蘆名氏家臣。蒲原郡笠萱城主。
- 伊達輝宗：伊達氏当主。出羽国米沢城主。
- 武田勝頼：甲斐武田氏当主。甲斐国府中・躑躅ヶ崎館主。のちに景勝方と和睦して戦場を離脱する。
- 北条氏政：北条氏当主。相模国小田原城主。景虎の実兄、或いは従兄。
- 北条氏照：武蔵国滝山城主。氏政の次弟で景虎の実兄、或いは従兄。
- 北条氏邦：武蔵国鉢形城主。氏政の三弟で景虎の実兄、或いは従兄。
- 武藤義氏：大宝寺武藤氏当主。出羽国尾浦城主。

### 景虎の攻勢と周囲の加勢
工作によって諸将の旗幟が鮮明になってきた5月13日、景虎が三の丸から退去して同日のうちに御館に移り、籠城して北条氏政に救援を要請する一方で、配下に命じて春日山城下に放火を行うなど撹乱戦術を展開した。17日には約6000の兵で春日山城を攻め立てたが、撃退された。
景虎方は体勢を立て直し、22日にも再び春日山城を攻めたが、結果は変わらなかった。この頃になると、他方面でも景勝方・景虎方の交戦が展開されていった。中でも上野では北条高広・景広父子が中心となり、三国峠を守る宮野城目指して進軍を開始した。この方面では景勝方はよく持ちこたえたものの景勝には援軍を送る余裕はなく、景虎方は後詰めを得られなかった景勝方の宮野・小川等の城をことごとく奪い、小田原の北条勢を越後へ引き入れる態勢を作り上げたのである。
ところが、氏政・氏照ら北条軍主力は、折しも鬼怒川河畔において佐竹・宇都宮連合軍と交戦中であり、遠方の越後に向けて早急に救援軍を派遣できる状況では無かったので、当面の策として同盟国の武田勝頼に景虎への助勢を要請した。これを受けて勝頼は、5月下旬に武田信豊を先鋒とする2万の大軍を信濃経由で越後に送り込み、5月29日頃に信越国境付近に到着した。
景虎はさらに、奥羽の蘆名盛氏・伊達輝宗らにも援軍を要請した。これに応えて蘆名勢は蒲原安田城を攻略、さらに兵を新発田へと進めたが、景勝方の五十公野治長の頑強な抵抗に遭って食い止められた。とはいえ、この時点においては戦局は依然として景虎方有利であった。

### 甲越同盟の締結

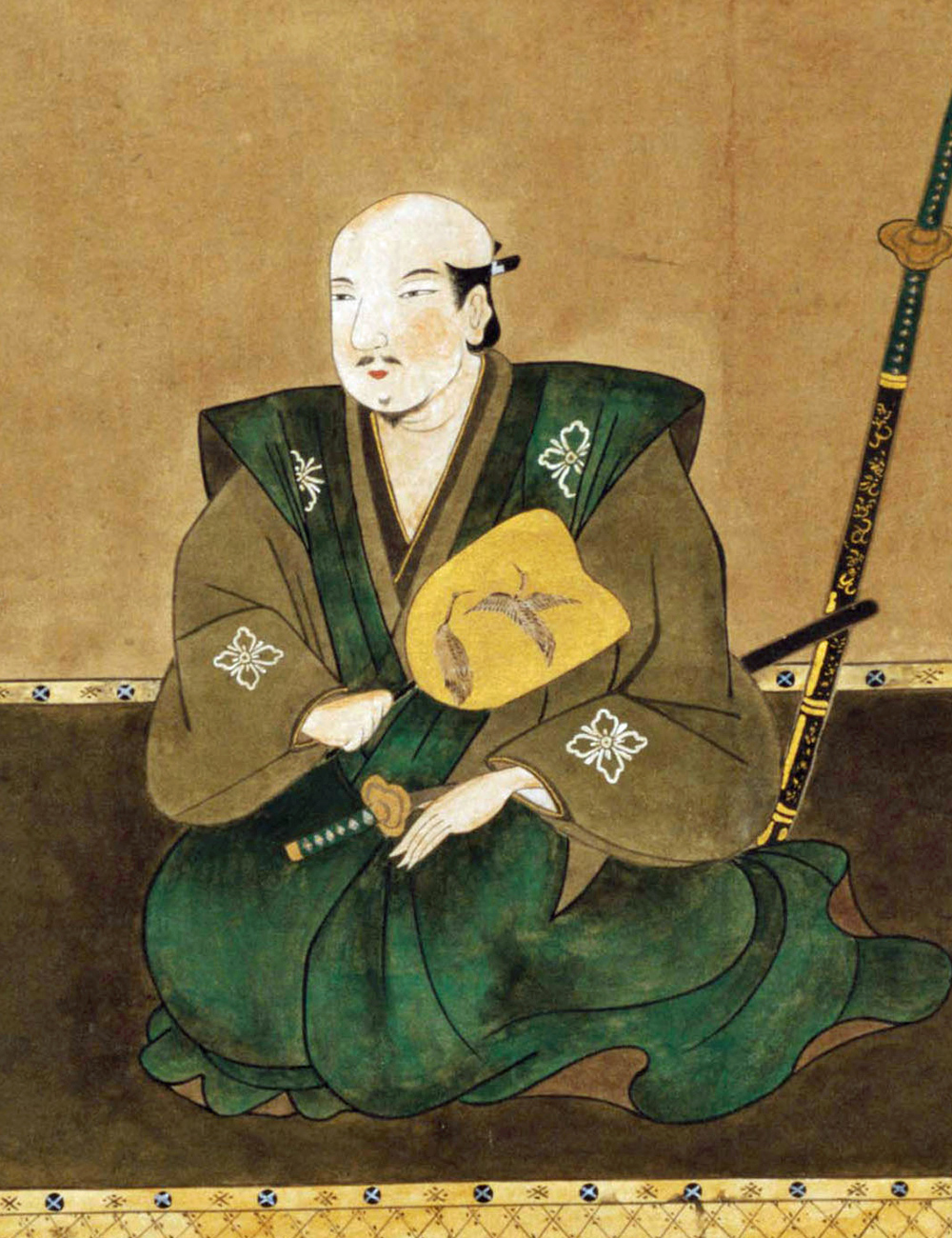
武田家の当主武田勝頼

武田・北条間の不信感が噴出するさなか、同年6月には景勝方から武田氏との和睦交渉が持ちかけられ、武田方では武田信豊・跡部勝資・春日虎綱（虎綱はこのさなかの14日に死去）、上杉方では斎藤朝信、新発田長敦が取次となり起請文の提出などが行われ、和睦交渉が始められた。武田氏にとっても、前出の北条氏に対する不信感や南には織田氏と同盟関係にあった徳川家の脅威もあったことから上杉軍と戦うことに抵抗感があった。勝頼方の条件は上杉領の割譲であったと考えられており、甲越同盟の締結により勝頼は上杉方の諸城を接収しつつ北上した。
武田を金で封じ込めた景勝方は、背後を気にする必要がなくなった。同盟締結の6月12日には長尾景明を討ち取って直峰城を奪取し、春日山城と景勝の本城であった坂戸城の連絡が可能となった。逆に景虎方は翌13日には景明に続いて上杉景信をも討ち取られ、日に日に形勢が不利となっていった。景勝方は勢いに乗り、中越地方の景虎方の諸城への圧迫を強めていった。形勢を見ていた勝頼は、春日山城近辺まで進撃しつつ景勝との和議交渉を本格化させ、29日に勝頼は越後府中に至って和議が成立した。
勝頼は7月中も越後に在陣し、景勝方と和睦しつつもあくまで中立姿勢のまま景虎方とも交渉して、景勝・景虎間の調停を試み、和平を成立させた。
ただし、御館の乱と当時の外交関係について、上記の説明は必ずしも正確ではないとの指摘も出されている。天正3年（1575年）以来、将軍足利義昭は自分を京都から追放した織田信長を討つために北条・上杉・武田を和睦させ、織田政権に対抗する甲相越軍事同盟締結を目指していた。天正3年10月、北条氏政の諒解を得て上杉謙信と武田勝頼の間で和睦を締結し、義昭の意向を受ける形でその関係強化が模索されている中で謙信が病死したのである。勝頼の立場からすれば御館の乱の発生によって甲越和睦が破綻する危機であり、きっかけ自体は景勝方の要請があったとしても、勝頼の出兵はあくまでも「景勝と景虎を和睦させて、甲越和睦を強化する」のが主目的であったと言える。従って、甲越同盟締結もこの流れからすると既定の方針に沿ったものと言えるものであったが、その後の展開が勝頼にとっては想定外であったことになる。

### 戦局逆転
8月22日に徳川家康が武田領の駿河田中城へ侵攻したため（『家忠日記』）、勝頼は和平仲介を断念し、兵の一部を残し8月28日に撤兵した（『上越市史』別編（上杉氏史料集） - 1666号）。
勝頼が帰国すると間もなく景勝・景虎の和平は破綻。翌9月に入ると北条氏政がようやく本腰となり、氏照・氏邦が氏政の命を受け越後に向けて進軍を開始した。小田原北条勢は三国峠を越えて坂戸城を指呼の間に望む樺沢城を奪取し、坂戸城攻略に着手した。景勝方はよく守り、また冬が近づいてきたこともあって、小田原北条勢は樺沢城に氏邦・高広らを置き、景広を遊軍として残置し、撤退した。
春日山城下を撤退した武田勢はこの頃、春日山城・御館と坂戸城の間を当てどなく徘徊していただけであったが、結果的に景虎方・小田原北条勢に対する抑止力となった。
9月下旬には再び家康が駿河田中城への攻撃の動きを見せ、勝頼は和平仲介の余裕を失うが、景勝は坂戸城と信濃を結ぶ妻有城を武田方に割譲し、武田方の大熊長秀と市河信房が入城している。
10月に入ると、景虎方では御館を初めとして兵糧の窮乏が相次いだ。いったんは兵糧搬入に成功し、春日山城を攻め立てたりもしたが、如何せん諸将との連絡が途切れがちなので勢いは知れたものであり、この状態で年を越すこととなった。なお、天正7年7月20日には勝頼の妹・菊姫が景勝に輿入れをしている。

### 景虎の滅亡と乱の終息
外部勢力の干渉を巧みに排除し、家中の支持を集めた景勝は、改めて雪解け前の乱の終息を決心した。一方、景虎方は味方の相次ぐ離反や落城を止められず、窮地に陥った。そして天正7年（1579年）2月1日、景勝は配下諸将に御館の景虎に対する総攻撃を命じた。早くも同日には景広を荻田長繁が討ち取り、方々に火を放った。
小田原北条勢の橋頭堡であった樺沢城も景勝方に奪回された。雪に阻まれて北条勢からの救援も望めず、3月17日には謙信の養父である上杉憲政が御館から脱出し、和議を求めて景虎の長子・道満丸を連れて景勝の陣に出頭する途中で景勝方に包囲され、道満丸もろとも殺害された。御館は放火されて落城し、景虎は御館を脱出して逃亡中、鮫ヶ尾城に寄ったところを景勝方に寝返った城主堀江宗親に攻められ、24日に自害した。
越後を二分した内乱は景勝が勝利し、謙信の後継者として上杉家の当主となったが、最後まで抵抗した本庄秀綱や神余親綱らを攻めて最終的に乱が終息したのは、それから1年余り経った天正8年（1580年）のことであった。

## 周辺とその後への影響
乱は景勝の勝利に帰したが、深刻な負の影響を残した。双方の勢力が拮抗した内乱であったため、上杉氏の軍事力の衰退は否定しようがなく、北陸を東進する織田信長などの周辺強豪勢力からの軍事侵攻に苦慮することになる。また恩賞の配分を巡り、景勝方の武将間にも深刻な対立をもたらした。
戦後に与えられた恩賞は、景勝の出身母体かつ権力基盤である上田衆に多く与えられたため、恩賞を巡る諍いで安田顕元らが非業の死を遂げ、さらには不満を抱いた新発田重家が蘆名盛隆・伊達輝宗に通じて自立する。新発田重家の反乱鎮圧には実に7年もの歳月を要し、中央政権は本能寺の変で横死した織田信長から羽柴秀吉に移り、景勝が秀吉に臣従した後であった。景勝は謙信と共に戦った国人衆を粛清し、上田長尾系が君臨する体制に切り替えていった。
加えて、この内乱の隙を突いて信長配下の柴田勝家が上杉領及び同盟勢力である加賀や能登、越中を席捲し、会津からも蘆名盛隆が侵攻してくるなど、この御館の乱は謙信時代に培われた上杉家の勢力と威信を大きく後退させたのである。
御館の乱は、武田家滅亡の遠因にもなった。氏政は、実弟（或いは従弟）の景虎への支援を同盟者の武田勝頼に依頼した。当初、勝頼は景虎を支援して自ら出陣したが、その後景勝支援に回る。その理由として、隙をついた徳川氏が遠江・駿河方面に侵攻してきたこと、北条氏の景虎救援の動きが鈍く消極的なことから同盟者としての信頼が揺らいだこと、景虎の勝利により北条家が勢力を拡大させること（具体的に言えば、上杉家と北条家が一体化することで三日月を描くように武田領が包まれる形）を警戒したこと、景勝が講和条件として上野沼田領の割譲と黄金の提供とを申し出たこと等が挙げられる。
これにより、武田家中では景勝との和睦を支持する声が強まり、勝頼は景虎を裏切って景勝との和睦に踏み切り、景勝に自分の妹の菊姫を娶わせた。氏政はこれを勝頼の背信として第二次甲相同盟を破棄し、天正7年（1579年）9月5日に徳川氏と、翌8年（1580年）に織田氏と同盟する。これにより、上杉氏の国力が著しく疲弊していく中で武田氏は三方に敵を迎える。北関東（上野国）では北条氏を圧倒した勝頼であったが、逆に駿河沖での海戦では大型安宅船を持つ北条水軍に敗北。さらに度重なる伊豆・東海道方面の戦いでは北条・徳川両家の共同作戦によって勝頼は東西に振られることとなり、武田家の経済状況は逼迫した。これは駿河を統治する穴山信君の負担と不満を増大させ、武田家の弱体化の大きな要因の1つとなった。
天正10年（1582年）の織田・徳川・北条勢による甲州征伐は、結果的に上杉氏に重大な危機をもたらす結果となった。景勝には同盟者勝頼を支援する余力はなく、武田氏は約1か月で滅亡し、越後と接する旧武田領はことごとく織田領と化して緩衝地帯が消滅し、上杉は全方向を敵に囲まれることになった。これまで戦ってきた北陸の柴田勝家（織田家臣）、米沢の伊達輝宗、会津の蘆名盛隆に加えて、信濃から森長可、上野からは滝川一益と他の織田家臣にも攻め込まれ、崩壊一歩手前まで追い詰められた。しかし、本能寺の変によって織田軍は退却し、織田領となっていた旧武田領は景勝と家康・氏政が奪い合い（天正壬午の乱）、景勝は北信濃を支配下に置くことができたが、それ以上積極的な動きをすることができなかった。
景勝を取り巻く状況は依然として厳しかったが、蘆名盛隆が天正12年（1584年）に、伊達輝宗が翌13年（1585年）に相次いで死んだことにより、後ろ盾を失った新発田重家に対しようやく有利に戦いを進められるようになった。天正14年（1586年）、信長の後継者争いを勝ち抜いた羽柴秀吉が、石田三成を通じて景勝の臣従を求めてくると、景勝は上洛して秀吉の傘下に入った。以降、景勝は秀吉の全面的な支援の下、重家を討ち取り、佐渡と本庄繁長が最上義光と激しい争奪戦をして奪った出羽庄内地方を領有する。
豊臣政権に早くから服従した景勝は秀吉からの信任が厚く、慶長3年（1598年）、秀吉の命により会津120万石に加増移封され、以後は「会津中納言」と呼ばれた。旧領地から引き続き統治が認められたのは、佐渡一国及び越後のごく一部（東蒲原）と出羽庄内地方のみで、後は伊達氏の領地だった出羽置賜地方、陸奥伊達郡、信夫郡、刈田郡と伊達政宗が征服した会津地方であった。また、各地は山地で隔絶され、現在でも交通の難所と呼ばれる峠道で結ばれているだけであった。常に北側に境を接する最上義光、伊達政宗と衝突の危険性が有り、宇都宮12万石に減移封された蒲生氏に代わり東北諸大名と家康の監視と牽制という重大な使命が科せられ、結果的に家康との対立は避けられないものとなり、秀吉没後に家康が主導する会津征伐の軍が北へ向かった。
会津征伐で家康らと交戦する前に石田三成らが挙兵したため、家康は諸将を率いて西へ引き返し、関ヶ原の戦いで勝利。家康寄りの周辺諸大名と戦った（慶長出羽合戦）景勝は改易は免れたものの、慶長6年（1601年）には北隣米沢へ減移封された。信越に覇を唱えた上杉家も景勝一代で東北の一大名へと没落したものの、景勝以降の藩主は謙信の遺骸を祀って神格化することで家中や領民の求心力を維持し、また上杉の家名を高めることに努めた。